# Сентиментальні долі (фільм)
«Сентиментальні долі» (фр. Les destinées sentimentales) — франко-швейцарський мелодраматичний фільм 2000 року, поставлений режисером Олів'є Ассаясом за однойменним романом Жака Шардонна 1934 року. Світова прем'єра відбулася на 53-му Каннському міжнародному кінофестивалі, де фільм брав участь в головній конкурсній програмі. У 2001 році стрічка була номінована в 4-х категоріях на здобуття нагород французької національної кінопремії «Сезар» .

## Сюжет
Якось на балу Жан (Шарль Берлінґ) зустрічає Поліну (Еммануель Беар). Жан — протестантський священик і спадкоємець сімейного бізнесу в Ліможі. Поліна — юна, емансипована панночка, яка тільки но повернулася з Англії. Жан нещодавно пішов від дружини Наталі, тому що підозрював її в невірності, а така поведінка дружини могла погано вплинути на його пасторську репутацію. Але заради Поліни він залишає лоно церкви і від'їжджає з нею до Швейцарії у пошуках спокійного, відокремленого життя на природі. Проте, сімейні справи кличуть Жана повернутися на батьківщину й узяти на себе управління батьківською фабрикою з виробництва порцеляни.

## У ролях
| • Еммануель Беар    | … | Поліна Поммерель              |
| • Шарль Берлінґ     | … | Жан Барнері                   |
| • Ізабель Юппер     | … | Наталі Барнері                |
| • Олів'є Перр'є     | … | Філіпп Поммерель              |
| • Домінік Реймон    | … | Жулі Дека                     |
| • Андре Маркон      | … | Поль Дека                     |
| • Александра Лондон | … | Луїза Дека                    |
| • Жулі Депардьє     | … | Марсель                       |
| • Луї-До де Ланкесе | … | Артур Поммерель               |
| • Валері Боннетон   | … | дружина Артура Поммереля      |
| • Паскаль Бонгард   | … | Вузелль, соціаліст, друг Жана |
| • Дідьє Фламан      | … | Гі Барнері, кузен Жана        |
| • Ніколя Піньйон    | … | Бавузе                        |
| • Катрін Муше       | … | Фернанда                      |

## Знімальна група
- Автор сценарію —  Олів'є Ассаяс, Жак Ф'єскі за романом Жака Шардонна «Сентиментальні долі» (1934)
- Режисер-постановник — Олів'є Ассаяс
- Продюсер — Бруно Песрі
- Співпродюсери — Жан-Луї Порше, Жерар Рюї
- Лінійний продюсер — Жерар Рюе
- Оператор — Ерік Готьє
- Монтаж — Люк Барньї
- Художник-постановник — Фридерик Бенард, Жерар Марсіро, Жак Моллон, Іван Нікласс, Катя Вишкоп
- Художник з костюмів — Анаїс Ромон

## Нагороди та номінації
| Список нагород та номінацій         | Список нагород та номінацій | Список нагород та номінацій  | Список нагород та номінацій | Список нагород та номінацій | Список нагород та номінацій |
| Кінофестиваль/Кінопремія            | Рік                         | Категорія                    | Номінант(и)                 | Результат                   | Дж                          |
| ----------------------------------- | --------------------------- | ---------------------------- | --------------------------- | --------------------------- | --------------------------- |
| Каннський міжнародний кінофестиваль | 2000                        | Золота пальмова гілка        | Сентиментальні долі         | Номінація                   |                             |
| Манільський кінофестиваль           | 2000                        | Приз аудиторії               | Сентиментальні долі         | Перемога                    |                             |
| Премія «Сезар»                      | 24.02.2001                  | Найкращий актор              | Шарль Берлінґ               | Номінація                   |                             |
| Премія «Сезар»                      | 24.02.2001                  | Найкраща акторка             | Еммануель Беар              | Номінація                   |                             |
| Премія «Сезар»                      | 24.02.2001                  | Найкраща операторська робота | Ерік Готьє                  | Номінація                   |                             |
| Премія «Сезар»                      | 24.02.2001                  | Найкращі декорації           | Катя Вишкоп                 | Номінація                   |                             |
| Швейцарська кінопремія              | 2001                        | Найкраща акторка             | Домінік Реймон              | Номінація                   |                             |
| Асоціація кінокритиків Сан-Дієго    | 2002                        | Спеціальна премія            | Ізабель Юппер               | Перемога                    |                             |
| Кінофестиваль в Мускаті             | 2003                        | Бронзовий кинджал            | Сентиментальні долі         | Перемога                    |                             |
| Кінофестиваль в Мускаті             | 2003                        | Найкращий режисер            | Олів'є Ассаяс               | Перемога                    |                             |